# Schwarz Gruppe
Schwarz Gruppe GmbH (Grupo Schwarz en español) es un grupo alemán de distribución, propiedad privada de la familia que posee y opera las marcas Lidl y Kaufland. Es la segunda mayor cadena minorista del mundo detrás de Walmart, en términos de ingresos.[cita requerida] A menudo es considerado como el mayor empleador de Alemania y la mayor cadena minorista de Europa.
Con sede en Neckarsulm, el Grupo Schwarz alcanzó una facturación de cerca de 85,7 mil millones de euros en el año fiscal 2014/2015. El grupo es propiedad de la Dieter Schwarz Fundación GmbH (99,9% de las acciones) y el Schwarz Gruppe Industrietreuhand KG (0,1% de las acciones); esta última posee el 100% de los derechos de voto.[cita requerida] El incremento de las ventas ha ayudado a crear una diferencia de 4 mil millones de euros con la anterior líder, la francesa Carrefour.[cita requerida] La facturación de Lidl subió un 9 %, a 64,4 mil millones de euros, mientras que Kaufland logró un incremento de las ventas del 4 %, alcanzando casi los 21,1 mil millones de euros.
Una amplia expansión internacional fue el gran catalizador de este aumento de volumen de negocios y la empresa está decidida a permanecer en la misma línea: «Tenemos el músculo financiero para mantener la expansión de la empresa en marcha», informó la compañía al diario de negocios alemán Lebensmittelzeitung.[cita requerida] En el último año, invirtió cinco mil millones de euros en sus tiendas y propiedades logísticas. Lidl y Kaufland combinados ahora emplean a más de 375 000 personas.
Cuando Josef Schwarz murió en 1977 a la edad de 74 años, Dieter Schwarz se hizo cargo del mayorista de alimentos Lidl & Schwarz KG . En este momento, Dieter Schwarz ya tenía 30 sucursales de Lidl. En 1976 Klaus Gehrig se convirtió en director gerente del propietario de la empresa Dieter Schwarz. Las actividades de la empresa se dividieron en el área de tiendas de descuento (áreas pequeñas) bajo el nombre Lidl y el área de minoristas de gama completa (áreas grandes) Kaufland. Con la retirada de la dirección de la empresa, Dieter Schwarz transfirió su parte del ahorro fiscal a la Fundación Dieter Schwarz, cuyo objetivo es, entre otros, la promoción de la ciencia y la investigación, el arte y la cultura.
Desde 2004, Klaus Gehrig ha sido el único socio general de Schwarz Unternehmensstreuhand KG y, por tanto, director del Grupo Schwarz. Klaus Gehrig permanecerá como director ejecutivo hasta los 75 años (en 2023). Debería haberse incorporado un sucesor en los dos últimos años. Quién será todavía está abierto. [14] Los propietarios de Schwarz Beteiligungs-GmbH son Dieter-Schwarz-Stiftung gGmbH (99,9% de las acciones) y Schwarz Unternehmensstreuhand KG (0,1% de las acciones); este último posee el 100% de los derechos de voto. La sede del Grupo Schwarz es Neckarsulm. [dieciséis]El comercio en línea es operado por Lidl Digital International (anteriormente Schwarz E-Commerce ), una empresa hermana de Lidl. Con efecto retroactivo a principios de 2018, la quinta empresa de eliminación de residuos más grande de Alemania, Tönsmeier, fue absorbida por Green Cycle, una subsidiaria del Grupo Schwarz, en julio de 2018.
El Grupo Schwarz es actualmente (2020) el grupo minorista más grande de Europa en términos de ventas anuales y emplea a unas 458.000 personas.

## Historia de la empresa (desde 1930)
En 1930, el comerciante de Heilbronn, Josef Schwarz (1903-1977), se unió a Lidl & Co. Südfrüchtenhandlung como socio personalmente responsable (socio general) . La empresa pasó a llamarse Lidl & Schwarz KG y se expandió a un mayorista de alimentos para la región de Heilbronn-Franken .
Después de que Lidl & Schwarz fuera completamente destruido en la Segunda Guerra Mundial en 1944, fue reconstruido en diez años. En 1954, Lidl & Schwarz se unió a la cadena minorista A&O . En 1954, la empresa volvió a tener su propio domicilio en Heilbronn.
El único hijo de Josef Schwarz, Dieter Schwarz , completó un aprendizaje comercial en el mayorista de alimentos Lidl & Schwarz KG en Heilbronn de 1958 a 1960 después de graduarse de la escuela secundaria . En ese momento, su padre era el único director gerente de la empresa. En 1962 Dieter Schwarz se convirtió en signatario autorizado y en 1963 en socio personalmente responsable de Lidl & Schwarz KG en Heilbronn. En 1972 se abrió una nueva sede de la empresa en Neckarsulm 

## Lidl (desde 1973)
En 1973 Dieter Schwarz abrió su primera tienda de descuento en Ludwigshafen am Rhein en Mundenheimer Strasse. Debido a que no podía asumir fácilmente el nombre de Lidl por razones legales y para evitar el juego de palabras " mercado negro ", se aseguró legalmente comprando los derechos del nombre del maestro de escuela vocacional y pintor retirado Ludwig Lidl por 1000  DM . Después de la expansión de Lidl en Alemania, la entrada de Lidl en el mercado europeo comenzó en 1988.
Actualmente (2020) hay más de 11.000 sucursales de Lidl en Europa y EE . UU. , Lo que convierte a Lidl en la mayor tienda de descuentos del mundo en términos de número de sucursales. 

## Supermercados Kaufland (1984)
En 1968, Dieter Schwarz y su padre abrieron el primer supermercado con el nombre "Handelshof" en Backnang, Suabia . En 1984 se abrió el primer supermercado en Neckarsulm con el entonces nuevo nombre "Kaufland". Todos los supermercados Handelshof pasaron a llamarse Kaufland. Después del cambio en la RDA en 1989/90 , Kaufland se expandió masivamente a los nuevos estados federales. El primer supermercado Kaufland de Alemania Oriental se estableció en Meißen en 1990 . Hoy Kaufland es el líder del mercado en el segmento de supermercados en los nuevos estados federales. En 1998 se abrió la primera sucursal de Kaufland en el extranjero en Kladno en la República Checa . Kaufland opera sucursales adicionales en países de Europa Central y Oriental.
En Europa hay actualmente (2020) más de 1270 supermercados Kaufland.